# The Phantom (film 1931)
The Phantom è un film statunitense del 1931, diretto da Alan James, con Allene Ray e Sheldon Lewis.

## Trama
Un pericoloso assassino, soprannominato “il Fantasma” evade perigliosamente di prigione. Egli, tramite un telegramma, propone al procuratore Hampton, ritenuto responsabile della previa cattura del malvivente, un appuntamento notturno nell’antica ed inquietante dimora che Hampton, insieme alla figlia Ruth, giornalista, ha recentemente acquisito.
Qui, sotto la scorta della polizia guidata dal sergente Collins, che intanto indaga sul personale di servizio, dal losco maggiordomo alla coppia formata da Lucy, domestica, e Shorty, autista, si attende con trepidazione la comparsa del Fantasma.
Eludendo la vigilanza, all’ora stabilita un uomo riesce a penetrare nella casa e, dopo averlo disarmato, si trova a tu per tu con Hampton. Mentre di quest’uomo si perdono momentaneamente le tracce, dagli Hampton si presenta Sam Crandall, superiore di Ruth nel giornale, nonché suo spasimante: egli rivela che l’uomo che il procuratore ha incontrato non è il Fantasma, ma il redattore Dick Mallory, da Sam inviato nella casa per ottenere uno scoop.
Ruth, di lì a poco, viene assalita nella propria camera da un’altra persona, un uomo mascherato, che riesce a fuggire, e che si ritiene, a questo punto, essere il Fantasma. Ruth ed il collega reporter Dick Mallory, altro suo spasimante che lei preferisce decisamente a Sam, seguendo un indizio, lasciano inosservati la casa e si recano là dove pensano di trovare il Fantasma, ovvero l’ex-manicomio diretto dal dottor Weldon. Vi giungono con l’inaspettata compagnia di Lucy e Shorty, che si erano nascosti nell’automobile.
L’ex-manicomio si rivela essere un luogo tanto labirintico e dotato di passaggi segreti quanto la casa degli Hampton, se non di più. Qui si ripresenta l’uomo mascherato, mentre un fantasioso ex-degente della clinica, Oscar, presenta a Dick il dottor Weldon.
Weldon ha eseguito in passato audaci quanto illegali interventi chirurgici sul cervello umano, ed ora rapisce Ruth e la fa portare nel suo laboratorio in un locale segreto dell’edificio, per attuare ancora una volta uno dei suoi esperimenti.
Il sergente Collins accorre, insieme alle forze di polizia e a Sam, alla clinica. Qui, sventato il pericolo incombente su Ruth, alla presenza dei vari personaggi convenuti viene rivelata la vera identità del Fantasma, insieme ai suoi presumibili moventi.